# Шевчук Григорій Васильович
Григорій Васильович Шевчук — український і російський актор театру та кіно, телеведучий. Найбільш відомий як ведучий кулінарного шоу «Звана вечеря».

## Біографія
Народився у 1976 році у Вінниці. У 1997 році закінчив Київський національний університет театру кіно і телебачення імені Івана Карпенка-Карого (майстерня професора Валентини Зимньої). Диплом з відзнакою.

## Роботи в театрі
Працював в Театрі Збройних сил України, Театрі антрепризи народного ансамблю України Валентина Шестопалова «Актор». З 1999 по 2004 рік був актором Московського єврейського театру «Шалом».

### Театральні роботи
Дипломні роботи: 
- «Дорога квітів» В. Катаєва — Газгольдер
- «Весілля» А. Чехова — Апломбов
- «Брехня на довгих ногах» Е. де Філіппо — Гульєльмо Капуто
- «Пропозиція» А. Чехова — Цибухів
- «Хроніки» У. Шекспіра — Кліффорд-син

У 1999—2004 роках — актор Московського єврейського театру «Шалом». 
Грав у виставах: 
- «Блукаючі зірки» (мюзикл),
- «Фарширована риба з гарніром» (вечір єврейської пісні, танцю і анекдоту),
- «Кіт Леопольд» (веселий мюзикл для дітей),
- «Пол Нью-Йорка мені тепер рідня»,
- «Шоша» («Що ти в ній знайшов?»),
- «Шлімазл».
- Гастролі: США, Німеччина, Ізраїль, Австралія, Україна, Росія.

## Роботи на телебаченні
На телебаченні з 1993 року  : 
- У 1993—1998 роках на українському каналі «1+1» вів передачі «Парк автомобільного періоду» і «Шоу довгоносиків».
- У 2005—2006 роках вів дитячу пізнавальну передачу «Все про все» на російському телеканалі «Культура»
- З 18 вересня 2006 року по 1 вересня 2017 року — ведучий програми «Звана вечеря» на російському телеканалі «РЕН ТВ».[3] [4]
- З 14 квітня 2019 року — ведучий передачі про подорожі «Любов без кордонів» на телеканалі «Мир».[5]

## Дубляж
1. 2007 — Гриби — Блуто (Роберт Хоффман)
2. 2011 — Трансформери: Темний бік Місяця — енергетик (Равіль Ісянов)
3. 2011 — Ковбої проти прибульців — Рой Мерфі (Тобі Хасс)
4. 2012 — Хоббіт: Несподівана подорож — Нори (Джед Броди)
5. 2013 — Хоббіт: Пустка Смауга — Нори (Джед Броди)
6. 2014 — Хоббіт: Битва п'яти воїнств — Нори (Джед Броди)

### Озвучування комп'ютерних ігор
1. 2002 — 12 стільців
2. 2004 — Чорний Оазис (Midnight Nowhere) — «Гриня», один з міліціонерів
3. 2006 — Stubbs the Zombie in Rebel Without a Pulse — Отіс Манді, Молокобот, охорона, асистент вченого
4. 2006 — Paradise — перукар, рибалка, шахтар
5. 2006 — Gothic 3
6. 2006 — X³: Reunion — Джесан, Манкамміс (паранід), Томус Бекитт
7. 2006 — Dreamfall: The Longest Journey — Варден Муррон, Капітан
8. 2009 — Rise of the Argonauts — Пафр, Суперечка
9. 2009 — The Wheelman — Едріан
10. 2010 — Runaway 3: A Twist of Fate — Баррі з бензоколонки, Ерні, батько Джини, президент США
11. 2011 — Deus Ex: Human Revolution — Арі ван Брюгген
12. 2012 — Call of Duty: Black Ops II — Дефалко
13. 2013 — Need for Speed: Rivals — пілот вертольота
14. 2018 — Shadow of the Tomb Raider — ікаля, Ману, Марко

## Інші роботи
- Григорій Шевчук знявся в кліпі групи «Агата Крісті» на пісню «Триллер».[6] [7] реж. Андрій Лукашевич

Робота в рекламі: 
«Бі Лайн», пиво «Солодов», пиво «Три богатирі», «IKEA», «Останкінський м'ясокомбінат», «НТВ +», «Раптор», «Ельдорадо», шоколад «Росія», морозиво «San-Cremo», «Сбербанк», «Дитячий світ», Ресторани «Колбасофф». 
Постановою президії Ради з суспільних нагород РФ нагороджений медаллю ордена «За професіоналізм та почесну ділову репутацію», 05.10.2009 р.